# Цзюйцзюйр
Цзюйцзюйр(кит. упр. 居车兒, пиньинь jucheer, тронное имя  Илиншичжуцзю кит. упр. 伊陵尸逐就, пиньинь yilingshizhujiu) — шаньюй хунну с 147 года по 172 год.

## Правление
В 147 назначен шаньюем ханьским императором. В 155 восточный юйцзяньтайцицзюйцюй Бодэ взбунтовался и ограбил владения в Мэйги и Аньдине. Дуюй Чжан Хуань разбил и покорил его. В 158 почти все южные хунну взбунтовались и соединясь с сяньбийцами, напали на 9 приграничных областей. Чжан Хуань разбил их, а шаньюя Цзюйцзюйр арестовал. Чжан Хуань написал послание в котором указал, что Цзюйцзюйр правит плохо и лучше его сместить. В 172 Чжан Хуань заставил шаньюя отречься от престола (Цзюйцзюйр после этого умер) в пользу сына, который стал править под именем Тутэжошичжуцзю.